# Lupta de la Sarsânlar (1916)
Lupta de la Sarsânlar a fost o acțiune militară de nivel tactic, desfășurată pe Frontul Român, în timpul campaniei din anul 1916 a participării României la Primul Război Mondial. Ea s-a desfășurat în perioada 24 august/6 septembrie 1916  și a avut ca rezultat respingerea forțelor române  care veneau în sprijinul celor asediate la Turtucaia, în ea fiind angajate forțe române din Divizia 9 Infanterie română și forțe ale Puterilor Centrale din Divizia 1 Infanterie bulgară. A făcut parte din acțiunile militare care au avut loc în acțiunile militare din Dobrogea.:p. 342

## Comandanți

### Comandanți români
- General Ioan Basarabescu

### Comandanți ai Puterilor Centrale
- General Ianko Draganov